# Tre sorelle (film 2022)
Tre sorelle è un film del 2022 scritto, diretto e co-prodotto da Enrico Vanzina.

## Trama
Marina, sposata con un primario di ortopedia, scopre che il marito ha una relazione con il suo assistente. Corre a trovare conforto dalla sorellastra Sabrina, ma anche lei è in crisi matrimoniale: è stata lasciata dal marito dopo averlo tradito. Le due decidono così di trascorrere le vacanze estive insieme nella villa di Marina. Con loro c'è anche Lorena, la giovane massaggiatrice di Marina. Le raggiunge poi Caterina, la terza sorellastra. Marina si innamora di Antonio, loro vicino di casa, ma lui oltre che con lei va a letto anche con Caterina. Ciò che però l'uomo ha nascosto è di essere sposato.

## Colonna sonora
Fanno da colonna sonora i brani Io con me, cantato da Annalisa Minetti e scritto da Umberto Smaila, Silvio Amato ed Enrico Vanzina, e Piccole donne, cantato da Guglielmo Rossi Scota, che ha scritto il brano con Casini e Righi.

## Distribuzione
Il film è stato pubblicato il 27 gennaio 2022 su Prime Video e trasmesso in prima TV su Canale 5 il 21 marzo 2023.